# Osor (kommun)
Osor är en kommun i Spanien.   Den ligger i provinsen Província de Girona och regionen Katalonien, i den östra delen av landet, 500 km öster om huvudstaden Madrid. Antalet invånare är 451. Arean är 52 kvadratkilometer. Osor gränsar till Susqueda, La Cellera de Ter, Anglès, Brunyola, Santa Coloma de Farners och Sant Hilari Sacalm. 
Terrängen i Osor är kuperad.